# 신세계 (러시아의 잡지)
《신세계》(Новый мир, IPA: [ˈnovɨj ˈmʲir])는 러시아어 월간 문예지이다. 음역하여 《노비 미르》라 부르기도 한다. 1925년 1월 모스크바에서 최초로 발간되었다. 1962년 11월 알렉산드르 솔제니친의 〈이반 데니소비치의 하루〉를 싣는 등 소련 당국의 이해와 상반되는 행보를 보였으며 1970년 2월에는 편집장인 알렉산드르 트바르돕스키가 정치적 압력으로 물러나기도 했다. 페레스트로이카를 맞아서는 소련 정부에 대한 비판과 함께 조지 오웰, 조지프 브로드스키, 블라디미르 나보코프 등 이전에 검열되었던 문학들을 게재하기도 하였다.